# Hamm am Rhein
Hamm am Rhein är en kommun och ort i Landkreis Alzey-Worms i förbundslandet Rheinland-Pfalz i Tyskland.
Kommunen ingår i kommunalförbundet Verbandsgemeinde Eich tillsammans med ytterligare fyra kommuner.